# Inka Loreen Minden

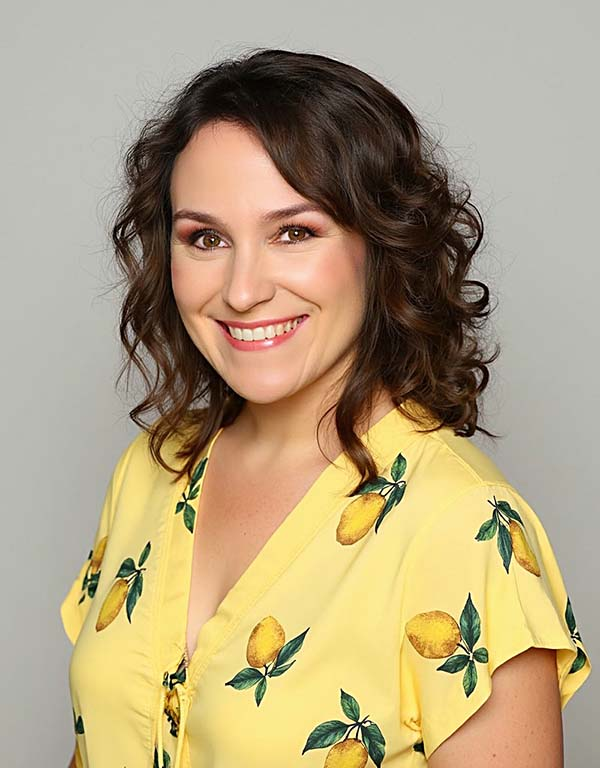
Inka Loreen Minden

Inka Loreen Minden (* 1976 in Berchtesgaden), bürgerlich Monika Dennerlein (ein Anagramm ihres Pseudonyms), ist eine deutsche Autorin, von der bereits über 90 Bücher, 30 Hörbücher und zahlreiche E-Books erschienen sind. Diese wurden zum Teil auch unter den Namen Ariana Adaire, Bailey Minx, Lucy Palmer, Mo Davis (Mystery), Mona Hanke und Monica Davis (Jugendbücher) veröffentlicht.
Sie veröffentlicht unter anderem bei den Verlagen Bastei Lübbe, Blanvalet und Rowohlt. Mehrere ihrer Bücher wurden bereits in verschiedene Sprachen übersetzt, z. B. ins Englische, Niederländische, Polnische, Tschechische, Spanische und Lettische.

## Persönliches
Minden lebt mit ihrem Mann und einem Sohn in der Nähe von München.

## Auszeichnungen
- 2013: LovelyBooks-Leserpreis in der Kategorie Beliebtester Autor und für die Reihe Shadows of Love
- 2014: LovelyBooks-Leserpreis für die Warrior Lover-Reihe
- 2016: Skoutz Award für die Reihe Shadows of Love[4]

## Medienauftritte
- 2016: Interview im TV-Magazin Kapitelweise auf Sky Arts[5]

## Publikationen

### Unter dem Pseudonym Inka Loreen Minden
- Tödliches Begehren – Mortal Desire. Dead-Soft-Verlag, Mettingen 2009, ISBN 978-3-934442-64-1.
- Feurige Offenbarung – Dämonenglut. Dead-Soft-Verlag, Mettingen 2008, ISBN 978-3-934442-61-0.
- Dunkle Lust – Dämonenglut 2. Dead-Soft-Verlag, Mettingen 2009, ISBN 978-3-934442-66-5.
- Temptations – Versuchungen. Dead-Soft-Verlag, Mettingen 2008, ISBN 978-3-934442-60-3.
- Sinful Kisses – Sündhafte Küsse. Dead-Soft-Verlag, Mettingen 2008, ISBN 978-3-934442-62-7.
- Secret Passions – Opfer der Leidenschaft
- The Captain's Lover
- Trapped – In die Falle gegangen
- Beim ersten Sonnenstrahl
- Gayfühlvoll
- Gaylüste
- Gayheimnisse
- verboten gut
- Verlockende Versuchungen. Ubooks, Diedorf 2009, ISBN 978-3-86608-108-6.
- Supernovae – corporis voluptas
- Wächterschwingen 01
- Wächterschwingen 02
- Die Lady und das Biest
- Drake Ravenscroft
- Die Amazone
- Engelslust
- Blutflucht
- Beast Lovers 1
- Beast Lovers 2
- Last Hope
- LoveTrip
- LustPunkte
- Amy und Jason
- Forbidden Dreams

#### Warrior-Lover-Serie
- JAX   – Warrior Lover 1 ISBN 978-1491264720 (August 2013)
- Crome – Warrior Lover 2 ISBN 978-1492829799 (Oktober 2013)
- Ice   – Warrior Lover 3 ISBN 978-1493737406 (November 2013)
- Storm – Warrior Lover Bonus ISBN 978-1494710309 (Dezember 2013)
- Nitro – Warrior Lover 4 ISBN 978-1499119954 (April 2014)
- Andrew – Warrior Lover Shorty ISBN 978-1500402495 (Juli 2014)
- Steel – Warrior Lover 7 ISBN 978-1503085978 (November 2014)
- Fury – Warrior Lover 8 ISBN 9783738098105
- Tay – Warrior Lover 9 ISBN 978-1541323049

### Unter dem Pseudonym Lucy Palmer
- Mach mich scharf!. Blue Panther Books, Hamburg 2008, ISBN 978-3-940505-20-0.
- Mach mich wild!. Blue Panther Books, Hamburg 2009, ISBN 978-3-940505-22-4.
- Mach mich gierig!. Blue Panther Books, Hamburg 2009, ISBN 978-3-940505-24-8.
- Mach mich geil!. Blue Panther Books, Hamburg 2010, ISBN 978-3-940505-26-2.

### Unter dem Pseudonym Mona Hanke
- Fucking Munich. Rowohlt Verlag, Reinbek bei Hamburg 2013, ISBN 978-3-499-24432-2.
- Kinky Munich
- Heiße Geschichten
- Verteufelte Lust - Kinky Munich 1

### Unter dem Pseudonym Monica Davis
- Daniel Taylor und das dunkle Erbe
- Nick aus der Flasche
- Outcasts – Lost Island
- Outcasts – Welltown
- Outcasts – Secret City – geplant für November 2015